# Alan Jay Lerner
Alan Jay Lerner (* 31. August 1918 in New York; † 14. Juni 1986 ebenda) war ein US-amerikanischer Autor und Liedtexter des Great American Songbook. Er arbeitete u. a. mit Frederick Loewe zusammen.

## Leben und Wirken
Ein Boxunfall, bei dem er sein linkes Auge verlor, bewahrte ihn während des Zweiten Weltkriegs vor dem Kriegsdienst.
Nach dem Besuch der Juilliard School of Music und einem erfolgreichen Harvard-Studium arbeitete Lerner zunächst als Rundfunkredakteur. Gleichzeitig schrieb er auch Songs für diverse Radioshows. Im Jahr 1942 begann seine kongeniale Zusammenarbeit mit dem Musicalkomponisten Frederick Loewe, dessen bisheriger Partner zur Navy eingezogen worden war. Ihre erste Zusammenarbeit war eine Show in Detroit, Life of the Party. Obwohl ihre persönliche Beziehung immer schwierig war, schrieben sie über mehrere Jahre gemeinsam eine Reihe von Songs für den Broadway. Lerner arbeitete 1948 außerdem kurz mit Kurt Weill für das Projekt Love Life zusammen, aus dem der Song „Green-Up Time“ stammte. 1951 schrieb er das Drehbuch für den Film Ein Amerikaner in Paris, der mit Musik von George Gershwin versehen wurde; Lerner erhielt dafür 1952 einen Oscar.
Danach schrieb er mit Loewe das Musical Paint Your Wagon (1951); zu ihrem größten Erfolg wurde schließlich My Fair Lady (1956).
Für den Musicalfilm Gigi (1958) erhielt Lerner nochmals zwei Oscar; für das beste (adaptierte) Drehbuch und zusammen mit Loewe für den besten Song, „Gigi“.
Nach den Schwierigkeiten mit dem gemeinsamen Camelot-Projekt im Jahr 1960 zog sich Loewe aus dem Showgeschäft zurück, verweigerte Lerner sogar die Zusammenarbeit, als dieser 1973 aus dem Film Gigi eine Bühnenshow machen wollte.
Lerner versuchte, nach 1960 an diese Erfolge anzuknüpfen, aber den Stücken wie
Coco (1969, Musik von André Previn) und 1600 Pennsylvania Avenue (Musik von Leonard Bernstein) war kein Erfolg beschieden. Lediglich das Stück On a Clear Day You Can See Forever mit Burton Lane von 1965 kam beim Publikum an.
Alan Jay Lerner war von 1950 bis 1957 mit der Schauspielerin Nancy Olson verheiratet.

## Musicals
- 1942: Life of a Party
- 1943: What’s Up
- 1945: The Day Before Spring
- 1947: Brigadoon
- 1951: Paint Your Wagon
- 1956: My Fair Lady
- 1960: Camelot
- 1973: Gigi

## Filmografie
- 1951: Ein Amerikaner in Paris (An American in Paris)
- 1951: Königliche Hochzeit (Royal Wedding)
- 1954: Brigadoon
- 1958: Gigi
- 1963: My Fair Lady
- 1967: Camelot – Am Hofe König Arthurs (Camelot)
- 1969: Westwärts zieht der Wind (Paint Your Wagon)
- 1970: Einst kommt der Tag... (On a Clear Day You Can See Forever)
- 1974: Der kleine Prinz (The Little Prince)